# Konrad Loste

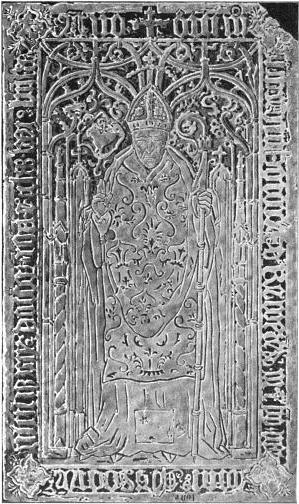
Grabstein von Bischof Konrad Loste im Schweriner Dom; Zeichnung von 1835; der Stein zerbrach 1866/67

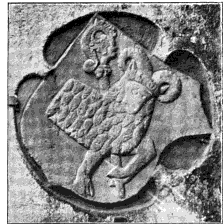
Wappen am Kreuzgang des Schweriner Doms

Konrad Loste, auch Conrad (* zwischen 1416 und 1418 in Wismar; † 24. Dezember 1503 in Bützow) war als Jurist ab 1449 Domherr von Schwerin und später von Lübeck und von 1482 bis 1503 Bischof des Bistums Schwerin.

## Leben
Loste stammte aus einer ratssässigen, angesehenen bürgerlichen Familie der Hansestadt Wismar. Er wurde etwa zwischen 1416 und 1418 in Wismar geboren. Sein Vater Peter Loste war Sohn eines Wismarer Ratsherrn und selbst ab 1428 mit Unterbrechung bis zu seinem Tode 1451 Bürgermeister von Wismar. Conrad hatte einen Bruder und eine Schwester aus der ersten sowie drei Halbbrüder aus der zweiten Ehe seines Vaters.
Im Sommersemester 1432 nahm Konrad Loste ein Studium an der Universität Rostock auf, erwarb 1436 mit dem Bakkalaureat  der Philosophie erste akademische Grade. Ostern 1440 wurde er in Erfurt eingeschrieben, vermutlich dort erlangte er den Titel eines Doktors beider Rechte. Bei der Eröffnung der Greifswalder Universität 1456 ist er dort als Doktor beider Rechte in der akademischen Lehre bis 1457 zu finden.
Bereits 1447 war Loste Kanoniker im Schweriner Domkapitel und bezog ab 1449 eine Pfründe.
Er war zunächst Domherr in Schwerin, wurde später auch ins Lübecker Domkapitel aufgenommen, dem er dann als Bischof von Schwerin noch bis 1495 angehörte. In der Schweriner Bistumsverwaltung war ihm das Amt des Archidiakons von Tribsees zugefallen.
Der Schweriner Bischof Nikolaus II. von Pentz war im Mai 1482 gestorben. Am 2. Juli 1482 wurde Konrad Loste als Nachfolger gewählt, bezahlte dem Papst Sixtus IV. die fälligen Annaten und erhielt die päpstliche Konfirmation.
Bei der Wahl soll neben seiner Gelehrsamkeit auch sein nicht unerhebliches Familienvermögen für das Domkapitel des verschuldeten Bistums eine Rolle gespielt haben. Bereits am 23. September 1482 wurden mehrere Urkunden von Konrad Loste als Bischof bestätigt. Im Oktober 1482 bezeugte er aber eine Lübecker Urkunde noch als Senior des Lübecker Domkapitels. Die Bischofsweihe fand am 9. März 1483 in Bützow statt.
In den weiteren Auseinandersetzungen seiner Amtszeit verhängte er in der Rostocker Domfehde der Jahre 1482–92 härteste Kirchenstrafen, um mit Herzog Magnus II. den landesherrlichen Einfluss in der Hansestadt durch die Einrichtung eines Kollegiatstifts gegen die Bürger durchzusetzen. Am 9. Mai 1484 verhängte Bischof Loste den Kirchenbann und das Interdikt über bestimmte Personen, Vertreter der Zünfte und die Stadt Rostock. Erst bei dem Wismarer Vergleich am 20. Mai 1491 mit Zustimmung des Rostocker Rates zur Errichtung des Jacobsstifts und der Errichtung eines Sühnesteins für den ermordeten Propst Thomas Rode löst Bischof Konrad Loste im Beisein des Bischofs Johannes von Berkentin von Ratzeburg die Stadt Rostock vom Bann und Interdikt.
Konrad Loste spielte 1492 bei der Verurteilung der Mecklenburger Juden, ausgelöst durch eine angeblich gemeinsam von allen Juden Mecklenburgs durchgeführte Hostienschändung, eine wichtige Rolle. So war er am sogenannten Sternberger Hostienschänderprozess beteiligt, in dessen Ergebnis 27 Juden auf dem Scheiterhaufen verbrannt worden waren und alle übrigen, 265 an der Zahl, das Land Mecklenburg verlassen mussten. Neben der Domfehde war der Sternberger Hostienfrevel ein weiteres überregional bedeutendes Ereignis in Konrad Lostes Amtszeit als Bischof. So waren viele hochrangige Herren der geistlichen und weltlichen Macht beim Prozess zugegen und zogen offenbar auch Inspiration beim Umgang mit den Juden in ihren eigenen Territorien daraus. So vertrieb beispielsweise Bogislaw X. (Pommern) bald nach dem Sternberger Prozess auch die Juden aus seinem Territorium. Die moderne Forschung hält es inzwischen für äußerst wahrscheinlich, dass es sich bei dem Mecklenburger Prozess um eine reine Denunzierung der Juden handelte, wobei neben dem Motiv des Antisemitismus auch Machtfehden zwischen den geistlichen und weltlichen Herren Mecklenburgs eine Rolle spielten.
Bischof Loste versuchte auch Ordnung bei den wirtschaftlichen und den Vermögensverhältnissen seiner Diözese zu schaffen. Zur Durchsetzung der Statuten der Reformsynode von 1492 ordnete er im Einverständnis mit den herzoglichen Räten 1495 Visitationen in den Klöstern seines Stiftslandes an. Neben dem Klarissenkloster Ribnitz waren die beiden Benediktinerinnenklöster Dobbertin und Rühn betroffen. Auch die Dominikanerklöster des Landes und die Zisterzienser in Doberan wurden visitiert.
Bischof Loste hatte von seinem schon in vorbischöflicher Zeit nicht unbedeutendem Einkommen sich auch als Wohltäter bewiesen. So stiftete er 1495 dem Schweriner Dom St. Maria und St. Johannes Evangelista einen Hochaltar.
Das Schweriner Retabel ist heute noch als Loste-Altar in der Kirche zu sehen.
Neben einer 1501 gestifteten Kapelle ist auch der heute noch erhaltene Altar in der Bützower Stiftskirche eine Stiftung Konrad Lostes.
Bischof Konrad Loste starb am 24. Dezember 1503 in Bützow. Er war sowohl engagierter Wohltäter seiner Kirche als auch einer der Hauptverantwortlichen für die Verurteilung zahlreicher unschuldiger Juden.

## Grabplatte
Bischof Loste wurde im Schweriner Dom vor dem Hochaltar bestattet. Seine Grabplatte befand sich nördlich neben den anderen bischöflichen Grabplatten vor dem Hochaltare, nahe einem nördlichen Pfeiler im Anfang des nördlichen Seitenschiffs. Bei der neugotischen Umgestaltung des Chorraums 1866/67 wurde zur Vergrößerung des Altarraumes der Stein gehoben und aus dem Altarraum entfernt. Dabei zerbrach er; nur der kleinere, obere Teil wurde als Bruchstück später ins nördliche Querschiff gelegt; der größere untere Teil ist wohl, so vermutet Lisch, als Sockel unter die neuen Chorstühle gelegt worden.
Der Grabplatte ist von grauem schwedischen Kalkstein, unter einem Baldachin das lebensgroße, stehende Bild des Bischofs in bischöflicher Kleidung, die rechte Hand zum Segnen erhoben, mit der linken Hand den Bischofsstab haltend, zur rechten am Haupte sein bekanntes Wappen, ein halber Widder mit einem Bischofsstabe. An den vier Ecken befinden sich die Evangelistensymbole.
Die Umschrift in großen, stark geschnörkelten gotischen Buchstaben lautet: Im Jahre des Herrn 1503, am Vigiltag von Weihnachten verstarb der verehrungswürdige Vater in Christus Conrad (Loste nachgetragen), Bischof von Schwerin, beider Rechte Doktor, für seine Kirche ein freigebiger Wohltäter.

## Siegel
Conrad Loste hat als Bischof zwei verschiedene Siegel geführt.
Ein sigillum maius genanntes rundes Siegel hatte im Mittelfeld ein jugendlich wirkenden Heiligen mit Kelch vor der Brust, den Evangelisten Johannes, er war neben Maria der Schutzheiligen des Schweriner Domes. Am unteren Rand war das Siegel mit dem Wappen des Bischofs versehen. Die Umschrift steht auf Bändern, deren unbeschriebene Enden zu beiden Seiten der ganzen Figur hinabfallen.
Die Umschrift lautet: SIGILLU CONRADI. DEI. GRA. EPI. ZWERINEN.
Ein kleineres zweites Siegel weicht von dem größeren nur bei der dargestellten Figur etwas ab. Diese ist hier halb sichtbar und hat keinen Heiligenschein um das Haupt. Die gleiche Umschrift ist flach gehalten.

## Wappen
Ein aus Stein gehauene Wappen von Bischof Loste befindet sich am östlichen Eingang eingemauert in der äußeren Wand des nördlichen Kreuzganges am Schweriner Dom. Der vordere halbe Teil eines Widders trägt in der linken Klaue einen aufrechtstehenden Bischofsstab. Am Bildwerk sind noch Farbspuren erkennbar, der Schild war blau, die Klaue schwarz und am Hals des Widders befinden sich rote Stellen.
Das gleiche aus Stein gehauene Wappen ist an der südöstlichen Außenwand der Stiftskirche von  Bützow zu finden.
Das Wappen des Bischofs Loste ist auch auf dem oberen Rand der Urkunde Nr. XIV., die am 21. April 1493 für die Brüder vom gemeinsamen Leben zu St. Michael in Rostock zur Ablassverleihung Bischof Lostes zugunsten ihrer Kapelle ausgestellt wurde, gemalt. Auf blauem Schilde ist ein halber, rechts schauender, gelber Widder mit dem Bischofsstabe in der Klaue zu sehen. Schildhalter sind rechts ein Einhorn und links ein Löwe.

### Gedruckte Quellen
- Mecklenburgisches Urkundenbuch (MUB)
- Mecklenburgische Jahrbücher (MJB)

### Ungedruckte Quellen
- Landeshauptarchiv Schwerin (LHAS)
  - LHAS 1.5-2/2 Urkunden Bl. Schwerin, Nr. 185a.